# Franco Andrei
Franco Andrei (Carrara, 3 gennaio 1925 – Roma, 4 aprile 2012) è stato un attore italiano.

## Biografia
Ha svolto anche un'intensa carriera come attore dei fotoromanzi per la Lancio e per la Rizzoli. Ha interpretato tra gli altri:
- "La campana sul grattacielo" con Laura Tavanti, Noris Fiorina, Tony Di Mitri ("I romanzi di Sogno", n.139, 15 giugno 1962)
- "Una lampada sul fiume" con Gabriella Farinon ("I romanzi di Sogno", n.233, 24 novembre 1966)
- "La maledizione della zingara" con Gabriella Farinon, Nino Persello, L. Rosci ("I racconti di Sogno", n.16, 9 febbraio 1967)
Nel cinema è stato attivo in alcune pellicole di produzione tedesca, esordendo agli inizi degli anni cinquanta. In seguito ha partecipato ad un discreto numero di pellicole italiane.

## Filmografia parziale
- Papà pacifico, regia di Guido Brignone (1954)
- La capinera del mulino, regia di Angio Zane (1956)
- Un colpo da due miliardi, regia di Roger Vadim (1957)
- Come te movi, te fulmino!, regia di Mario Mattoli (1958)
- Guardatele ma non toccatele, regia di Mario Mattoli (1959)
- Il grande spettacolo, regia di James B. Clark (1961)
- Agente 3S3 - Passaporto per l'inferno, regia di Sergio Sollima (1965)
- Terrore nello spazio, regia di Mario Bava (1965)
- Supercolpo da 7 miliardi, regia di Bitto Albertini (1967)
- Der lange Sommer (1989)